# Mandeville (Eure)
Mandeville is een gemeente in het Franse departement Eure (regio Normandië) en telt 235 inwoners (1999). De plaats maakt deel uit van het arrondissement Bernay.

## Geografie
De oppervlakte van Mandeville bedraagt 3,0 km², de bevolkingsdichtheid is 78,3 inwoners per km².
De onderstaande kaart toont de ligging van Mandeville (Eure) met de belangrijkste infrastructuur en aangrenzende gemeenten.

## Demografie
Onderstaande figuur toont het verloop van het inwonertal (bron: INSEE-tellingen).